# Zabeau Bellanton
Zabeau Bellanton, född 1751, död efter 1782, var en fransk slavhandlare på Saint Domingue (Haiti). Hon har kallats för den mest framgångsrika affärskvinnan på Haiti före haitiska revolutionen. 
Hennes bakgrund är okänd, men hon tillhörde klassen av kolonins Gens de couleur libres (fria färgade). Formellt var hon listad i registren som syltförsäljare. I själva verket var hon verksam som slavhandlare. 
Hennes metod var att köpa de billigaste, sjukaste och yngsta slavarna från slavskeppen och hyra ut dem. Om de avled under uthyrningsperioden, förlorade hon enbart den billiga köpesumman; om de hade blivit friska och starka, tog hon tillbaka dem och sålde dem för högre förtjänst än hon hade köpt dem. Hennes metod ansågs ovanligt omoralisk även på det dåtida Haiti, men den var oerhört lukrativ. Hon var under 1770-talet den främst av de tre mest framgångsrika affärskvinnorna på Haiti, och ovanligt förmögen inom klassen av fria färgade. 
År 1782 avvecklade hon sin slavhandel, gick i pension och drog sig tillbaka till Frankrike. 